# NGC 6729
NGC 6729 is een emissie-reflectienevel in het sterrenbeeld Zuiderkroon. Het ligt 400 lichtjaar van de Aarde verwijderd en werd op 15 juni 1861 ontdekt door de Duitse astronoom Johann Friedrich Julius Schmidt. Daar het zich in de nabijheid van de variabele ster R Coronae Australis bevindt is deze nevel ook bekend als de R Coronae Australis Nebula.

## Veranderingen in de nevel
NGC 6729 staat bekend alszijnde een nevel waar zich op onregelmatige basis veranderingen van helderheid en vorm kunnen vertonen. Gelijkaardige objecten zijn NGC 1555 (Hind's veranderlijke nevel) in het sterrenbeeld Stier, NGC 2261 (Hubble's veranderlijke nevel) in het sterrenbeeld Eenhoorn, en McNeil's veranderlijke nevel nabij Messier 78 in het sterrenbeeld Orion. Deze objecten kunnen met behulp van niet al te kleine amateurtelescopen worden waargenomen.

## Synoniemen
- ESO 396-N*15